# Hannivka, Orativ
Hannivka (în ucraineană Ганнівка) este un sat în comuna Cerneavka din raionul Orativ, regiunea Vinnița, Ucraina.

## Demografie
Componența lingvistică a localității Hannivka
     Ucraineană (93,33%)
     Rusă (6,67%)
Conform recensământului din 2001, majoritatea populației localității Hannivka era vorbitoare de ucraineană (93,33%), existând în minoritate și vorbitori de rusă (6,67%).